# 豊岡藩
豊岡藩（とよおかはん）は、但馬国城崎郡周辺を領有した藩。藩庁は当初、豊岡城（現在の兵庫県豊岡市）のち豊岡陣屋。

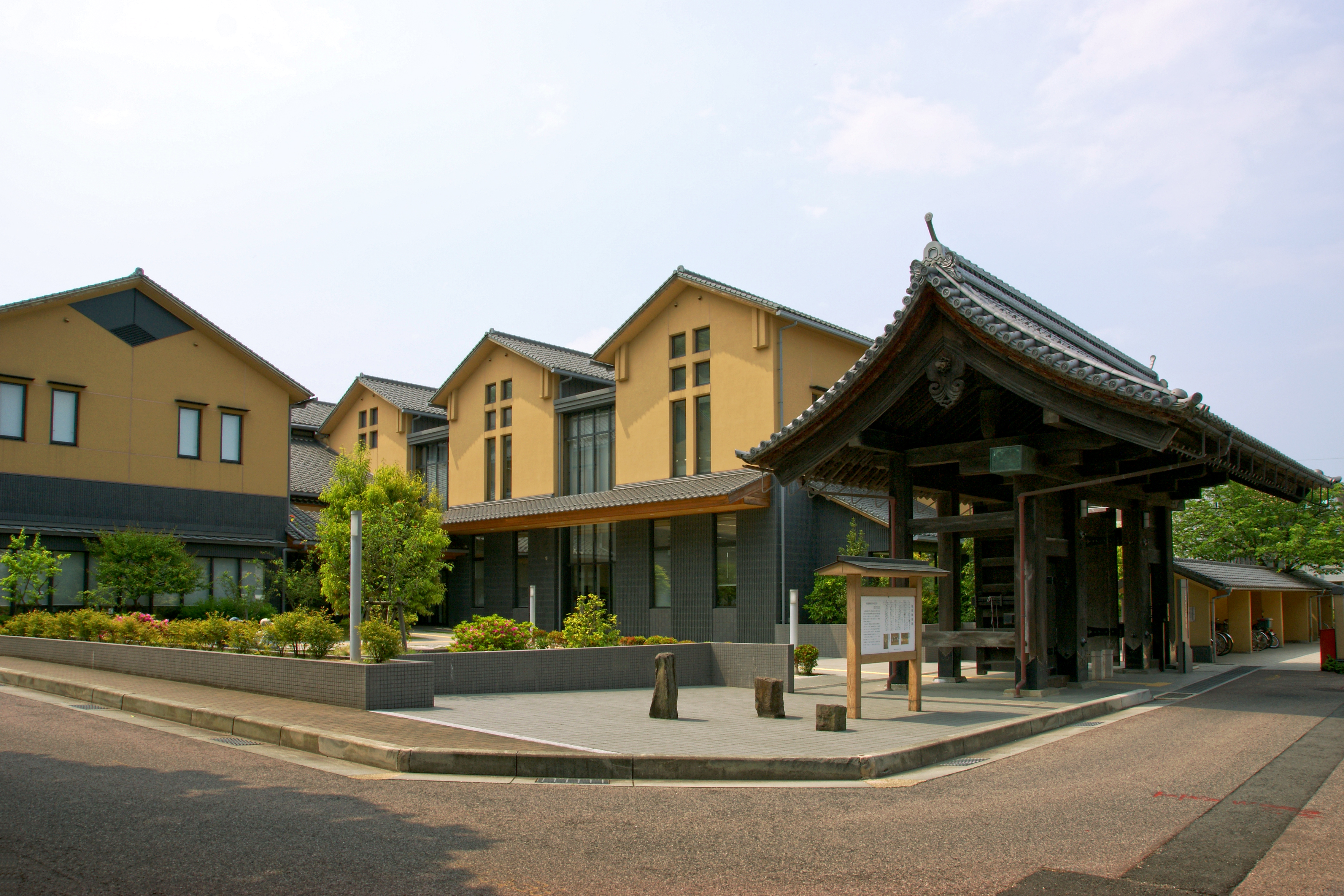
豊岡陣屋跡に建つ旧豊岡県庁正門と豊岡市立図書館

## 略史
豊岡城2万石の領主であった杉原長房は、慶長5年（1600年）関ヶ原の戦いにおいて西軍に属した。しかし妻が浅野長政の娘だったため、長政の取り成しで旧領を安堵された。慶長16年（1611年）には長政の遺領のうち、常陸国内の5千石を加増された。
2代重長は藩政の確立に努め、正保元年（1644年）没した。重長には嗣子が無かったため、甥の重玄に正保2年（1645年）に末期養子が認められたが1万石に減封された。しかし重玄も承応2年（1653年）17歳で嗣子なく没したため改易となり、一時幕府領となった。
寛文8年（1668年）、丹後国田辺藩より京極高盛が3万5千石で転封となった。この際、京極家は城主大名から無城大名に降格となった。陣屋の建設にあたり幕府より金2千両が与えられた。
4代高寛は享保11年（1726年）、10歳で没した。このため6歳の弟高永が1万5千石に減封の上で家名相続を許された。減封に伴い藩士を大幅に除籍し、また残った藩士の禄も削減した。享保12年（1727年）には江戸藩邸が全焼する不幸にも見舞われた。高永は藩政を立て直すべく、勝手方に倉持左膳を起用し藩政改革に当たらせた。彼の政策に反対した筆頭家老石束源五右衛門が藩を去るという事件が起きた。次の6代藩主高品の代になっても藩主・改革派と守旧派の確執が続き、重臣の脱藩や永蟄居などが相次いだ。
7代高有は文政6年（1823年）藩営の産物会所を開設し柳行李流通の独占を図り財政の再建に努めた。しかし文政8年（1825年）には豊岡町民による産物会所や金銀売買商屋敷の打ち壊しに遭っている。
8代高行は天保4年（1833年）、藩校「稽古堂」を開いた。
明治4年（1871年）廃藩置県により豊岡県となり、その後兵庫県に編入された。豊岡藩主家は明治2年（1869年）華族に列し、明治17年（1884年）子爵となった。
京極家筆頭家老の石束家からは赤穂事件で著名な大石内蔵助の妻・理玖（りく）が出ており、討ち入り前夜、豊岡へ返された。その後の理玖は三男大三郎の広島藩への仕官に伴い広島に移り、そこで余生を送った。のち、石束家も5代藩主・高永の時代に上記の通り藩政改革に反対し、藩を去っている。
明治維新の後、藩主家11代当主である高光（9代高厚の孫）は杞陽の号を持つ俳人として昭和の時代に活躍した。現在の豊岡藩主家の当主は、高光の次男に当たる13代目の高晴で、2009年6月15日に靖国神社宮司に就任した。

## 歴代藩主

### 杉原家
外様　20000石→25000石→10000石 （1600年 - 1653年）
1. 長房 浅野長政遺領の一部拝領により2万5千石に加増
2. 重長
3. 重玄 減封により1万石

### 幕府領
（1653年 - 1668年）

### 京極家

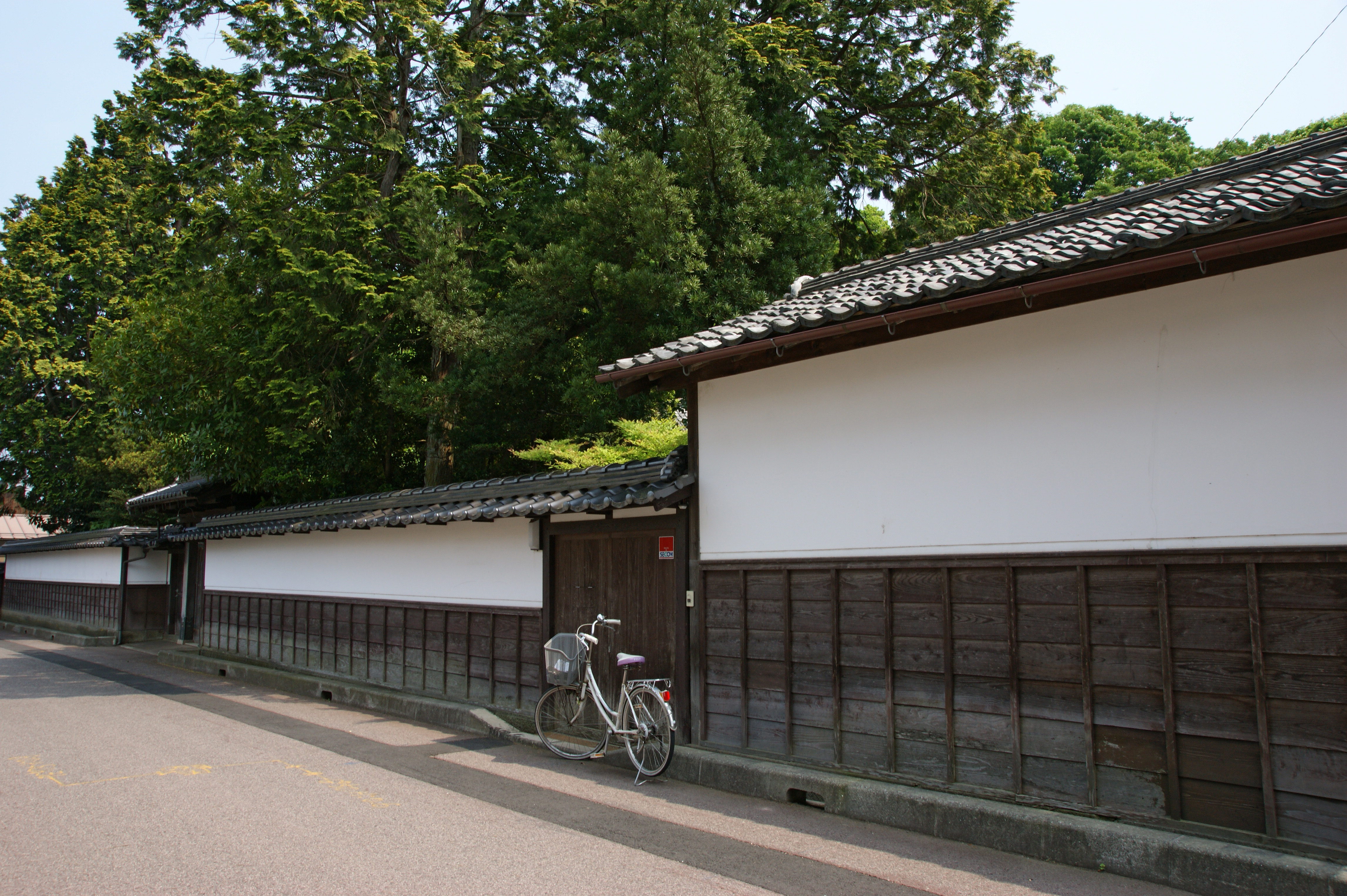
京極家屋敷

外様 35000石→15000石 （1668年 - 1871年）
1. 高盛
2. 高住
3. 高栄
4. 高寛
5. 高永 1万5千石に減封
6. 高品
7. 高有
8. 高行
9. 高厚

## 豊岡藩の家臣
- 京極家
- 石束毎明（家老。大石内蔵助の義兄（良雄の妻・りくの兄））
- 石束毎雅（家老。毎明の嫡男。京極高住の娘婿）
- 猪子清（家老）
- 舟木外記（家老）

## 幕末の領地
- 但馬国
  - 城崎郡のうち - 28村
  - 二方郡のうち - 28村

## 関連リンク
- 豊岡（京極甲斐守高品） | 大名家情報 - 武鑑全集